# San Andrés (Zamora Chinchipe)
San Andrés ist eine Ortschaft und eine Parroquia rural („ländliches Kirchspiel“) im Kanton Chinchipe der ecuadorianischen Provinz Zamora Chinchipe. Sitz der Verwaltung ist die gleichnamige Ortschaft. Die Parroquia besitzt eine Fläche von 327,9 km². Die Einwohnerzahl lag beim Zensus 2010 bei 416. Die Parroquia wurde am 11. März 2005 gegründet.

## Lage
Die Parroquia San Andrés liegt an der Ostflanke der Cordillera Real im Südosten von Ecuador. Der Hauptort liegt auf einer Höhe von 1850 m 18 km westsüdwestlich vom Kantonshauptort Zumba. Der Río Isimanchi, ein rechter Nebenfluss des Río Mayo (Río Chinchipe), entwässert das Areal in südöstlicher Richtung.
Die Parroquia San Andrés grenzt im Osten und im Süden an die Parroquia Zumba, im Südwesten und im Westen an Peru, im Nordwesten an die Parroquia Jimbura (Kanton Espíndola, Provinz Loja) sowie im Norden an die Parroquia Palanda (Kanton Palanda).

## Barrios
In der Parroquia San Andrés gibt es neben dem Hauptort folgende Barrios: Pueblo Nuevo, Peña Blanca, Padilla, La Palma und Castillo.

## Ökologie
Über den Norden und Nordwesten der Parroquia erstreckt sich der Nationalpark Yacurí.